# José Navarro Aramburu
José Navarro Aramburu (Lima, 24 de setembre de 1948) és un exfutbolista peruà de la dècada de 1970.
Va formar part de l'equip peruà a la Copa del Món de 1978.
Pel que fa a clubs, defensà els colors de Sporting Cristal.